# بنی منصور (روستا)
 بنی منصور  به عربی ( بنی مَنصُور )، روستایی است در دهستان کُسْمة از توابع استان رَیمه در کشور یمن در شبه جزیره عربستان. 

## جمعیت
جمعیت آن ( ۹۹ ) نفر (۱۱ خانوار) می‌باشد.